# Simon Speijert van der Eijk
Simon Speijert van der Eijk auch: Simon Speyert van der Eyk (* 26. März 1771 in Brielle; † 20. September 1837 in Leiden) war ein niederländischer Dichter, Mathematiker und Physiker.

## Leben
Der Sohn des Bürgermeisters Adriaan Dirk van der Eyk und dessen Frau Elisabeth Speyert, hatte seine erste Ausbildung an seinem Geburtsort erhalten. Am 1. September 1789 immatrikulierte er sich an der Universität Leiden um ein Studium der Rechtswissenschaften zu absolvieren. Während seiner Ausbildung faszinierten ihn vor allem die naturwissenschaftlichen Vorlesungen von Christiaan Hendrik Damen (1754–1793) und nach dessen Tod jene von Pieter Nieuwland (1764–1794). Dies bewog ihn sich näher mit jener Thematik auseinanderzusetzen. Schließlich wurde er von den Kuratoren der Leidener Hochschule am 11. Juni 1796 zum Dozenten für Physik und Mathematik berufen. Nachdem der Senat der Hochschule ihm am 22. Juni 1796 Ehrendoktorwürde der Philosophie verliehen hatte, trat er sein Lehramt am 8. Oktober 1796 mit der Rede De vi Mathesos subl. Quae cernitur in physica, astronomia an.
Am 3. Juni 1797 wurde er zum außerordentlichen Professor der Physik und Mathematik berufen, welche Aufgabe er am 18. November 1997 mit der Rede de studio Hydraulices inpr. Nostra Republ. Excolendo begann. Am 31. Mai 1799 wurde er ordentlicher Professor für Physik und Mathematik, welche Aufgabe er am 27. September 1799 mit der Rede De utilitate et commodis ediligentius culta Math. Et physics disciplina in vitam comm.. redundantibus übernahm. Ab 1812 unterrichtete er Mathematik und Physiologie an der medizinischen Fakultät. Nachdem die Leidener Hochschule wieder neu hergestellt wurde, wurde er am 16. Oktober 1815 per königlichen Beschluss in seiner Professur bestätigt. Zudem hatte er sich auch an den organisatorischen Aufgaben der Hochschule beteiligt und war 1807/08, 1817/18 Rektor der Alma Mater.
Bei der Niederlegung der Ämter  hielt er als Rektoratsrede das lateinische Dichtstück de ingenii humani praestantia et sagacitate, in variis artibus et disciplinis, maxime in Mathematicis, Physicis atque Astronomicis, conspicua (Leiden 1808) und de nihilo nobis penitus cognito in rerum natura, sive de arctis, qui humanae rerum cognitioni positi sunt, limitibus (Leiden 1818). Zudem war er Mitglied von Gelehrtengesellschaften. So wurde er 1806 Mitglied der holländische Gesellschaft der Wissenschaften in Haarlem (niederländisch: Hollandsche Maatschappij der Wetenschappen), 1808 konsultierendes Mitglied der batavischen Gesellschaft für experimentelle Philosophie in Rotterdam (niederländisch: Bataafsch Genootschap der Proefondervindelijke Wijsbegeerte), Mitglied der zeeländischen Gesellschaft der Wissenschaften in Vlissingen (niederländisch: Zeeuwsch Genootschap der Wetenschappen) und am 25. März 1809 korrespondierendes Mitglied des königlich niederländischen Instituts  der Wissenschaften. 1835 wurde er aus seiner Professur emeritiert und verstarb zwei Jahre später.
Speijert war verheiratet mit Jacobe Christiana Speecher de Bernegg. Die Ehe blieb kinderlos.

## Werke
- Institutiones physicae etc. Leiden 1800
- Beginselen der differentiaal- en integraal-rekening. Leiden 1803
- Oratio de ingenii humani praestantia et sagacitate, in variis artibus et disciplinis, maxime in Mathematicis, Physicis atque Astronomicis, conspicua. Leiden 1808
- Carmen de natura. Leiden 1810
- Oratio de nihilo nobis penitus cognito in rerum natura, sive de arctis, qui humanae rerum cognitioni positi sunt, limitibus. Leiden 1818
- Verhandeling over het electro-magnetismus. Haarlem 1823
- Poëmata de Deo et in laudem geometriae. Haarlem 1826

## Weblink
- Simon Speijert van der Eijk bei der Königlich Niederländischen Akademie der Wissenschaften (KNAW)

| Personendaten    | Personendaten                                       |
| ---------------- | --------------------------------------------------- |
| NAME             | Eijk, Simon Speijert van der                        |
| ALTERNATIVNAMEN  | Eyk, Simon Speyert van der                          |
| KURZBESCHREIBUNG | niederländischer Dichter, Mathematiker und Physiker |
| GEBURTSDATUM     | 26. März 1771                                       |
| GEBURTSORT       | Brielle                                             |
| STERBEDATUM      | 20. September 1837                                  |
| STERBEORT        | Leiden                                              |